# 1960年ローマオリンピックのポルトガル選手団
1960年ローマオリンピックのポルトガル選手団（1960ねんローマオリンピックのポルトガルせんしゅだん）は、1960年8月25日から9月11日にかけてイタリアの首都ローマで開催された1960年ローマオリンピックのポルトガル選手団、およびその競技結果。

## メダル
| メダル   | 選手            | 競技       | 種目               |
| -------- | --------------- | ---------- | ------------------ |
| 銀メダル | Clement Quartey | ボクシング | ライトウェルター級 |